# NGC 804
NGC 804 is een lensvormig sterrenstelsel in het sterrenbeeld Driehoek. Het hemelobject werd op 7 september 1885 ontdekt door de Amerikaanse astronoom Lewis A. Swift.

## Synoniemen
- IC 1773
- PGC 7873
- UGC 1557
- MCG 5-5-49
- ZWG 503.79
- ZWG 504.1